# Lista över fornlämningar i Enköpings kommun (Enköping)
Lista över fornlämningar i Enköpings kommun (Enköping) är en förteckning av ett urval av de fornlämningar som finns i Enköping i Enköpings kommun.
| Namn                              | Lämningstyp  | Tillkomsttid | Historisk indelning | Plats | Läge                 | ID-nr          | Bild                                      |
| --------------------------------- | ------------ | ------------ | ------------------- | ----- | -------------------- | -------------- | ----------------------------------------- |
| Enköping 2:1                      | Runristning  |              | Enköping, Uppland   |       | 59.638982, 17.080971 | 10021900020001 | Ladda upp en till bild av detta fornminne |
| Enköping 2:2                      | Runristning  |              | Enköping, Uppland   |       | 59.638566, 17.080810 | 10021900020002 | Ladda upp en bild av detta fornminne      |
| Enköping 3:1                      | Runristning  |              | Enköping, Uppland   |       | 59.637495, 17.080056 | 10021900030001 | Ladda upp en till bild av detta fornminne |
| Enköping 4:1                      | Runristning  |              | Enköping, Uppland   |       | 59.637465, 17.081237 | 10021900040001 | Ladda upp en bild av detta fornminne      |
| S.Ilians kyrka (Enköping 5:1)     | Kyrka/kapell |              | Enköping, Uppland   |       | 59.638493, 17.080060 | 10021900050001 | Ladda upp en bild av detta fornminne      |
| Franciskanklostret (Enköping 6:1) | Kloster      |              | Enköping, Uppland   |       | 59.632035, 17.074797 | 10021900060001 | Ladda upp en bild av detta fornminne      |
| Enköping 10:1                     | Stensättning |              | Enköping, Uppland   |       | 59.647245, 17.126894 | 10021900100001 | Ladda upp en bild av detta fornminne      |
| Enköping 15:1                     | Stensättning |              | Enköping, Uppland   |       | 59.632480, 17.115907 | 10021900150001 | Ladda upp en bild av detta fornminne      |
| Enköping 16:1                     | Stensättning |              | Enköping, Uppland   |       | 59.646682, 17.136155 | 10021900160001 | Ladda upp en bild av detta fornminne      |
| Enköping 16:2                     | Hällristning |              | Enköping, Uppland   |       | 59.646800, 17.136217 | 10021900160002 | Ladda upp en bild av detta fornminne      |
| Enköping 17:3                     | Hällristning |              | Enköping, Uppland   |       | 59.646323, 17.135508 | 10021900170003 | Ladda upp en bild av detta fornminne      |
| Enköping 19:1                     | Stensättning |              | Enköping, Uppland   |       | 59.641773, 17.139277 | 10021900190001 | Ladda upp en bild av detta fornminne      |
| Enköping 20:1                     | Stensättning |              | Enköping, Uppland   |       | 59.641085, 17.140726 | 10021900200001 | Ladda upp en bild av detta fornminne      |
| Enköping 24:1                     | Hällristning |              | Enköping, Uppland   |       | 59.645100, 17.135004 | 10021900240001 | Ladda upp en bild av detta fornminne      |
| Enköping 25:1                     | Hällristning |              | Enköping, Uppland   |       | 59.646020, 17.135204 | 10021900250001 | Ladda upp en bild av detta fornminne      |
| Enköping 25:2                     | Hällristning |              | Enköping, Uppland   |       | 59.646014, 17.135374 | 10021900250002 | Ladda upp en bild av detta fornminne      |
| Enköping 45:1                     | Hög          |              | Enköping, Uppland   |       | 59.643439, 17.092854 | 10021900450001 | Ladda upp en bild av detta fornminne      |
| Enköping 49:1                     | Stensättning |              | Enköping, Uppland   |       | 59.631663, 17.109094 | 10021900490001 | Ladda upp en bild av detta fornminne      |
| Enköping 53:1                     | Hällristning |              | Enköping, Uppland   |       | 59.650168, 17.081531 | 10021900530001 | Ladda upp en bild av detta fornminne      |
| Enköping 53:2                     | Hällristning |              | Enköping, Uppland   |       | 59.650393, 17.081634 | 10021900530002 | Ladda upp en bild av detta fornminne      |
| Enköping 59:1                     | Hällristning |              | Enköping, Uppland   |       | 59.650700, 17.081049 | 10021900590001 | Ladda upp en bild av detta fornminne      |
| Enköping 78:3                     | Hällristning |              | Enköping, Uppland   |       | 59.645883, 17.133675 | 10021900780003 | Ladda upp en bild av detta fornminne      |
| Enköping 79:1                     | Hällristning |              | Enköping, Uppland   |       | 59.646429, 17.137679 | 10021900790001 | Ladda upp en bild av detta fornminne      |
| Enköping 79:3                     | Hällristning |              | Enköping, Uppland   |       | 59.646632, 17.138074 | 10021900790003 | Ladda upp en bild av detta fornminne      |
| Enköping 80:1                     | Hällristning |              | Enköping, Uppland   |       | 59.645959, 17.136849 | 10021900800001 | Ladda upp en bild av detta fornminne      |
| Enköping 81:1                     | Hällristning |              | Enköping, Uppland   |       | 59.647080, 17.134608 | 10021900810001 | Ladda upp en bild av detta fornminne      |
| Enköping 82:1                     | Hällristning |              | Enköping, Uppland   |       | 59.646670, 17.135256 | 10021900820001 | Ladda upp en bild av detta fornminne      |
| Enköping 82:2                     | Hällristning |              | Enköping, Uppland   |       | 59.646704, 17.135407 | 10021900820002 | Ladda upp en bild av detta fornminne      |
| Enköping 95:1                     | Hällristning |              | Enköping, Uppland   |       | 59.649383, 17.128685 | 10021900950001 | Ladda upp en bild av detta fornminne      |
| Enköping 99:1                     | Hällristning |              | Enköping, Uppland   |       | 59.638479, 17.141228 | 10021900990001 | Ladda upp en bild av detta fornminne      |
| Enköping 100:1                    | Hällristning |              | Enköping, Uppland   |       | 59.637605, 17.140876 | 10021901000001 | Ladda upp en bild av detta fornminne      |
| Enköping 100:2                    | Hällristning |              | Enköping, Uppland   |       | 59.637605, 17.140876 | 10021901000002 | Ladda upp en bild av detta fornminne      |
| Enköping 105                      | Hällristning |              | Enköping, Uppland   |       | 59.646965, 17.122812 | 12000000036968 | Ladda upp en bild av detta fornminne      |
| Enköping 107                      | Hällristning |              | Enköping, Uppland   |       | 59.647324, 17.124004 | 12000000037028 | Ladda upp en bild av detta fornminne      |
| Enköping 109                      | Hällristning |              | Enköping, Uppland   |       | 59.647299, 17.118417 | 12000000037032 | Ladda upp en bild av detta fornminne      |
| Enköping 110                      | Hällristning |              | Enköping, Uppland   |       | 59.647472, 17.120139 | 12000000037034 | Ladda upp en bild av detta fornminne      |
| Enköping 111                      | Hällristning |              | Enköping, Uppland   |       | 59.647985, 17.120170 | 12000000037036 | Ladda upp en bild av detta fornminne      |
| Enköping 112                      | Hällristning |              | Enköping, Uppland   |       | 59.646322, 17.123420 | 12000000037051 | Ladda upp en bild av detta fornminne      |
| Enköping 113                      | Hällristning |              | Enköping, Uppland   |       | 59.646311, 17.122395 | 12000000037058 | Ladda upp en bild av detta fornminne      |
| Enköping 114                      | Hällristning |              | Enköping, Uppland   |       | 59.646308, 17.122133 | 12000000037060 | Ladda upp en bild av detta fornminne      |
| Enköping 115                      | Hällristning |              | Enköping, Uppland   |       | 59.646083, 17.121957 | 12000000037077 | Ladda upp en bild av detta fornminne      |
| Enköping 117                      | Hällristning |              | Enköping, Uppland   |       | 59.646046, 17.122327 | 12000000037081 | Ladda upp en bild av detta fornminne      |
| Enköping 119                      | Hällristning |              | Enköping, Uppland   |       | 59.646156, 17.121531 | 12000000037085 | Ladda upp en bild av detta fornminne      |
| Enköping 120                      | Hällristning |              | Enköping, Uppland   |       | 59.646207, 17.121188 | 12000000037087 | Ladda upp en bild av detta fornminne      |
| Vårfrukyrka 380:1                 | Stensättning |              | Enköping, Uppland   |       | 59.651598, 17.051258 | 10029203800001 | Ladda upp en bild av detta fornminne      |
| Vårfrukyrka 581:1                 | Hällristning |              | Enköping, Uppland   |       | 59.648195, 17.040763 | 10029205810001 | Ladda upp en bild av detta fornminne      |
| Vårfrukyrka 583:1                 | Hällristning |              | Enköping, Uppland   |       | 59.649371, 17.041612 | 10029205830001 | Ladda upp en bild av detta fornminne      |
| Vårfrukyrka 583:2                 | Hällristning |              | Enköping, Uppland   |       | 59.649204, 17.041557 | 10029205830002 | Ladda upp en bild av detta fornminne      |